# چورکوچان
چورکوچان (بالالات بزرگ)  روستایی از توابع بخش مرکزی شهرستان آستانه اشرفیه در استان گیلان ایران است. چور به معنای غیر آباد و خراب می باشد و کوچان نیز نام قدیم شهرستان آستانه اشرفیه می باشد .

## جمعیت
این روستا در دهستان گورکا قرار دارد و براساس سرشماری مرکز آمار ایران در سال ۱۳۸۵، جمعیت آن ۱٬۵۸۶ نفر (۴۲۸خانوار) بوده‌است.